# Brug bij Genk-Sledderlo
De brug bij Genk-Sledderlo is een liggerbrug over het Albertkanaal in de Belgische stad Genk ter hoogte van de wijk Sledderlo en het industrieterrein Genk-Zuid. De brug maakt deel uit van de N702 (Henry Fordlaan).
De in 1993 geopende brug uit voorgespannen beton heeft een lengte van 196 meter en was bij de oplevering de eerste brug over het Albertkanaal met een doorvaarthoogte van 9.10 meter. Deze brug verving de bestaande brug op deze locatie om verbreding van het kanaal mogelijk te maken.